# Techmessa longicollis
Techmessa longicollis is een keversoort uit de familie vuurkevers (Pyrochroidae). De wetenschappelijke naam van de soort is voor het eerst geldig gepubliceerd in 1903 door Broun.